# Home Subscriber Server
Der Home Subscriber Server (HSS) ist die zentrale Teilnehmer-Datenbank in LTE-Mobilfunknetzen. Die Funktion des HSS entspricht der Funktion des Home Location Registers (HLR, engl.) in GSM- oder UMTS-Mobilfunknetzen.

## Daten
Im HSS werden alle Informationen über den Teilnehmer gespeichert, die erforderlich sind,
- um einen Teilnehmer zu identifizieren und ihm den Zugang zum Mobilfunknetz zu erlauben,
- um den Standort des Teilnehmers zu bestimmen und zu bestimmen, welche Mobilfunknetz-Komponenten für ihn zuständig sind, und
- um die für einen Teilnehmer erlaubten Dienste zu verwalten.

Hierzu werden im HSS Daten über seinen Mobilfunkzugang abgelegt, wie
- die Rufnummer des Teilnehmers,
- die Mobilfunkkennung des Teilnehmers (IMSI),
- Schlüssel, die zur Authentifizierung des Teilnehmers erforderlich sind, und
- Mobilfunknetze, mit denen der Teilnehmer telefonieren darf.

Hierzu werden im HSS-Daten über die Position des Teilnehmers im Mobilfunknetz abgelegt, wie
- die Gruppe von Mobilfunkzellen, in der der Teilnehmer sich gerade aufhält (Location Area),
- die Mobilfunk-Core-Netzelemente, die gerade den Teilnehmer verwalten (zum Beispiel das MME- oder IMS-System), in dessen Bereich sich der Teilnehmer gerade aufhält.

Hierzu werden Informationen zu den Diensten gespeichert, die ein Teilnehmer benutzen darf, und welcher Tarif hierfür jeweils für den Teilnehmer gilt.

## Verhalten des HSS
HSS-Systeme werden in LTE-Mobilfunknetzen benutzt und für Dienste, die über IMS-Systeme laufen. Schaltet ein Teilnehmer sein Mobilfunkgerät innerhalb eines entsprechenden Netzes ein oder betritt er ein entsprechendes Netz, so sucht das Mobilfunknetz im HSS-System nach den Daten des Teilnehmers. Befindet sich der Teilnehmer nicht in seinem eigenen Netz, so wird anhand der IMSI das Heimatnetz des Teilnehmers bestimmt und die Teilnehmerdaten werden im Heimatnetz des Teilnehmers am HSS erfragt.
Geht aus den erfragten Authentifizierungsdaten hervor, dass der Teilnehmer das Mobilfunknetz nutzen darf, so wird er in das Mobilfunknetz eingebucht. Hierzu fordern die zuständigen Core-Netzelemente den Teilnehmerdatensatz aus dem HSS an und speichern ihn lokal zwischen. Mit Hilfe der lokalen Kopie der Teilnehmerdaten wird der Teilnehmer im Mobilfunknetz verwaltet.
Bewegt sich der Teilnehmer im Mobilfunknetz, so wird ermittelt, welcher Bereich von Mobilfunkstationen den Teilnehmer erfasst hat. Diese Information wird jeweils an das HSS weitergegeben. Mit Hilfe der Information über den Aufenthaltsort bestimmt das Mobilfunknetz, welche Netzkomponenten für den Teilnehmer zuständig sind, und versorgt diese aus dem HSS mit den erforderlichen Teilnehmerdaten.
Ruft ein Teilnehmer an oder fordert er Daten über das Mobilfunknetz an (z. B. Webseiten) so wird anhand der aus dem HSS erfragten Daten bestimmt, ob er diese Services nutzen darf und welche Features für den Teilnehmer erlaubt sind (z. B. maximale Datenrate in Empfangsrichtung).

## Interfaces
Der HSS ist über ein Diameter-Interface angebunden. Die Netzelemente, die HSS-Daten benötigen, müssen entsprechende Diameter-Schnittstellen haben.
Neben dem Umfang und Format der abgelegten Daten stellt die Verwendung des Diameter-Interfaces durch den HSS den wesentlichen Unterschied gegenüber dem HLR-System dar, das in GSM- oder UMTS-Netzen zur Verwaltung der Teilnehmerdaten eingesetzt wird. Das HLR ist über SS7-Interfaces an das Telefonnetz angebunden.